# Drosera humbertii
Drosera humbertii este o specie de plante carnivore din genul Drosera, familia Droseraceae, ordinul Caryophyllales, descrisă de Arthur Wallis Exell și Laundon.
Este endemică în Madagascar. Conform Catalogue of Life specia Drosera humbertii nu are subspecii cunoscute.